# Парк імені Михайла Стельмаха (Ірпінь)
Парк відпочинку імені Михайла Стельмаха — один з парків у місті Ірпені Київської області, носить ім'я класика української літератури Михайла Стельмаха, який останні роки свого життя проживав в Ірпені, на власній дачі на вулиці Северинівській, 85.
Розташований між вулицями Варшавською, Северинівською та Натана Рибака. Являє собою сосновий гай, який займає площу близько 8 гектарів.
У теперішній час (2020-ті) парк має велике екологічне та рекреаційне значення: в парку проживають десятки видів диких тварин та птахів українського Полісся.  
Сучасну назву парк отримав 2012 року. Створенню парку передувала багаторічна боротьба місцевої громади проти забудовників: в жовтні 2011 року тут почались перші вирубки сосен, проти чого активно повстали мешканці. Згодом суди скасували дозволи на забудову окремих ділянок парку. З метою збереження парку, 15 червня 2019 року було проведено екофестиваль, що включав у себе прибирання, майстер-класи, конкурси та музичний концерт.

## З історії
У середині ХХ століття в цьому парку відпочивав і творив класик української літератури Михайло Стельмах. В Ірпені Стельмахом було написано багато літературних творів, в тому числі і роман «Чотири броди», за який він отримав державну премію України імені Т. Г. Шевченка.